# Mina, l'unica
Mina, l'unica è un album della cantante italiana Mina, pubblicato nel 1965 in sud America.

Retro copertina edizione Uruguay

## Il disco
È il terzo album della cantante in Argentina, il secondo Uruguay, il primo in Colombia; ha sottotitolo Canta en italiano, castellano, portugués e inglés. L'edizione colombiana ha una copertina diversa, titolo La unica en el Estudio Uno ed è priva del sottotitolo.
Tutti i brani, con i soli titoli tradotti in spagnolo, provengono dall'album Mina, edito da Ri-Fi nel 1964, e mantengono lo stesso ordine nei rispettivi lati. Tuttavia le facciate del disco sono scambiate rispetto all'edizione italiana (il cui lato A diventa qui il B e viceversa).
Per questi motivi, l'LP è da considerare una ristampa differente dell'album originale pubblicato in Italia. 
Arrangiamenti, orchestra e direzione orchestrale di Augusto Martelli.

## Tracce
Il secondo titolo è quello originale.
Lato A
1. Y si mañana [3] (E se domani) – 3:08 (testo: Giorgio Calabrese – musica: Carlo Alberto Rossi; edizioni musicali C.A. Rossi / Francis Day)
2. No te ilusiones [3] (Non illuderti) – 2:55 (testo: Michelino Rizza – musica: Berto Pisano; edizioni musicali Codevilla)
3. Sabor a mí [4] – 3:01 (Álvaro Carrillo; edizioni musicali Peersongs)
4. Te me subes a la cabeza [5] (You Go to My Head) – 2:53 (testo: Haven Gillespie – musica: J. Fred Coots; edizioni musicali Chappell)
5. Estrellas cayeron en Alabama [5] (Stars Fell on Alabama) – 3:16 (testo: Mitchell Parish – musica: Frank Perkins; edizioni musicali Francis Day)
6. Todo me sucede a mí [5] (Everything Happens to Me) – 2:38 (testo: Tom Adair – musica: Matt Dennis; edizioni musicali Pickwick)

Lato B
1. Cuando estoy cerca de tí [5] (The Nearness of You) – 2:38 (testo: Ned Washington – musica: Hoagy Carmichael; edizioni musicali Ariston)
2. Ojos de angel [5] (Angel Eyes) – 2:24 (testo: Earl Brent – musica: Matt Dennis; edizioni musicali Chappell)
3. Nadie me ama [4] (Ninguém me ama [6]) – 2:47 (testo: Manuel Salina – musica: Fernando de Castro Lobo; edizioni musicali Peersongs)
4. La barca [4] – 3:09 (Roberto Cantoral; edizioni musicali Peersongs)
5. Stella a la luz de las estrellas [5] (Stella by Starlight) – 2:26 (testo: Ned Washington – musica: Victor Young; edizioni musicali Curci)
6. Insensatez [7] – 2:37 (testo: Vinícius de Moraes – musica: Antônio Carlos Jobim; edizioni musicali Ariston)